# Шепот (Черновицкая область)
Ше́пот (укр. Шепіт) — село в Селятинской сельской общине Вижницкого района Черновицкой области Украины.
Население по переписи 2001 года составляло 683 человека. Телефонный код — 3738. Код КОАТУУ — 7323586001.
Село расположено на берегу реки Сучава, на которой имеется водопад Сучавский Гук, представляющий собой каскад с тремя уступами общей высотой пять метров.
У села проходит государственная граница Украины с Румынией.

## История
В 1946 г. Указом ПВС УССР село Шепот-Камерал переименовано в Шепот.
До 2020 года село входило в Путильский район

## Галерея

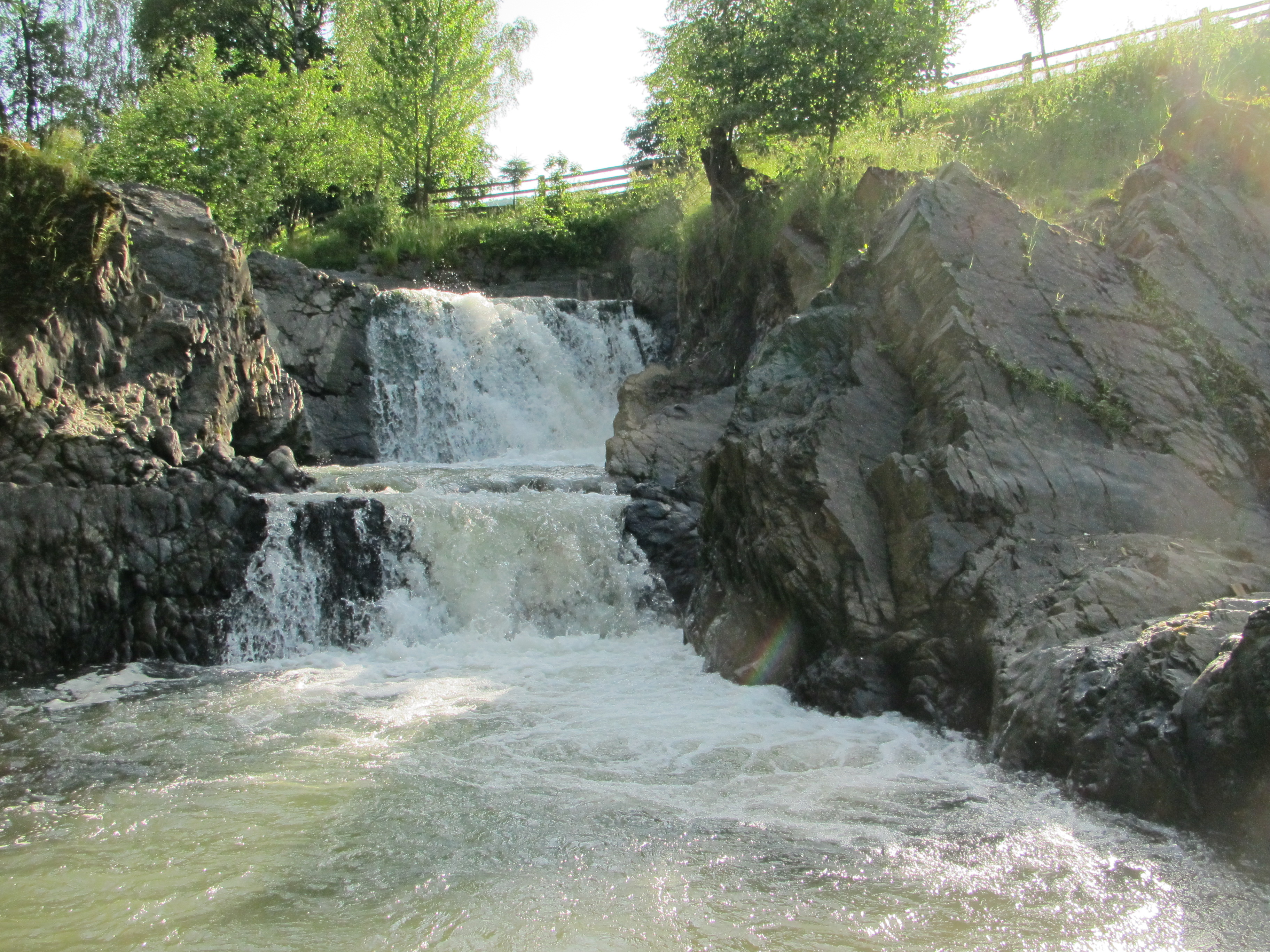
Водопад Сучавский Гук
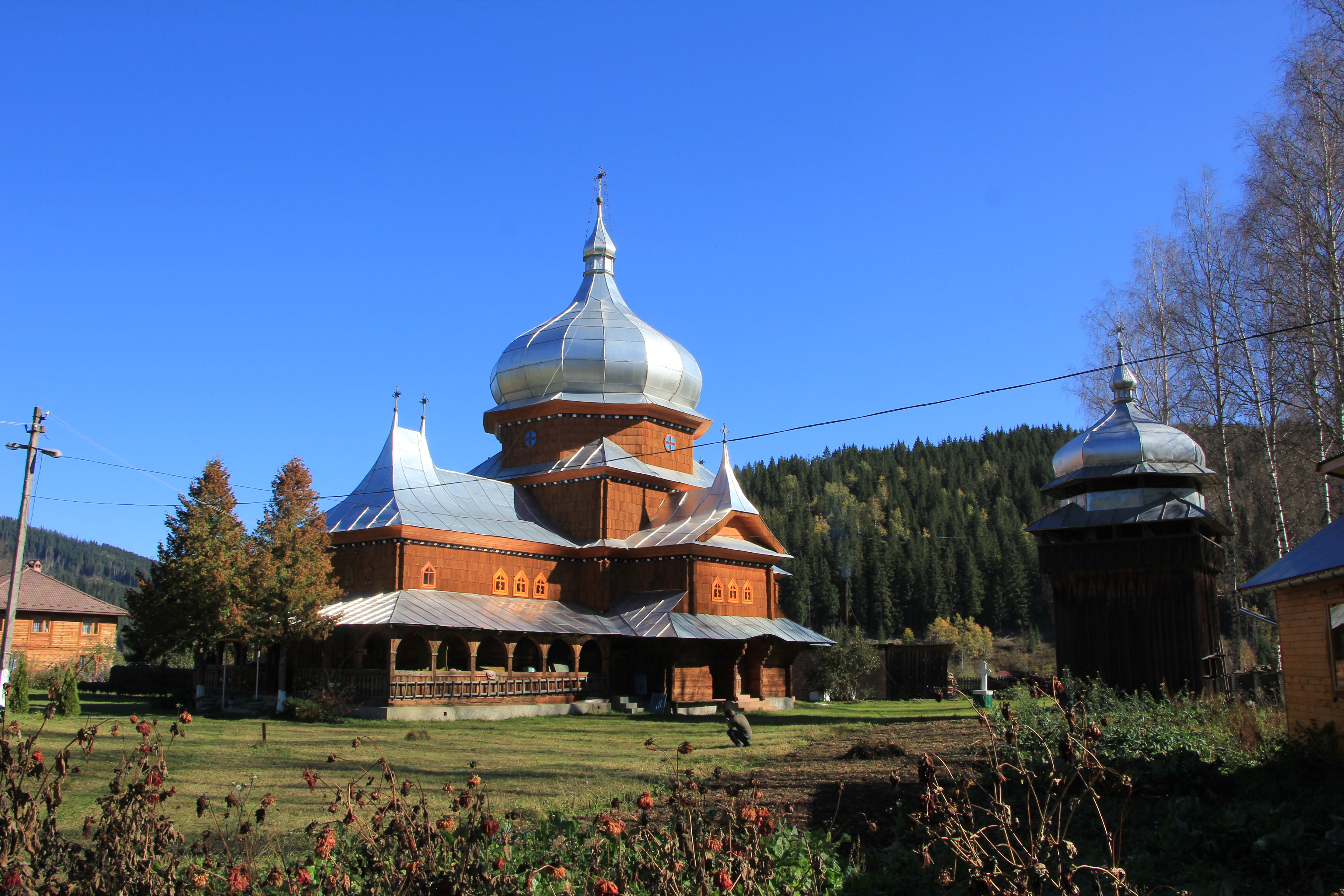
Церковь Святого Илии (1898 г. постройки)

## Уроженцы
- Чиприан Порумбеску — румынский композитор, автор мелодии национального гимна Албании.